# Kabinett Kirk

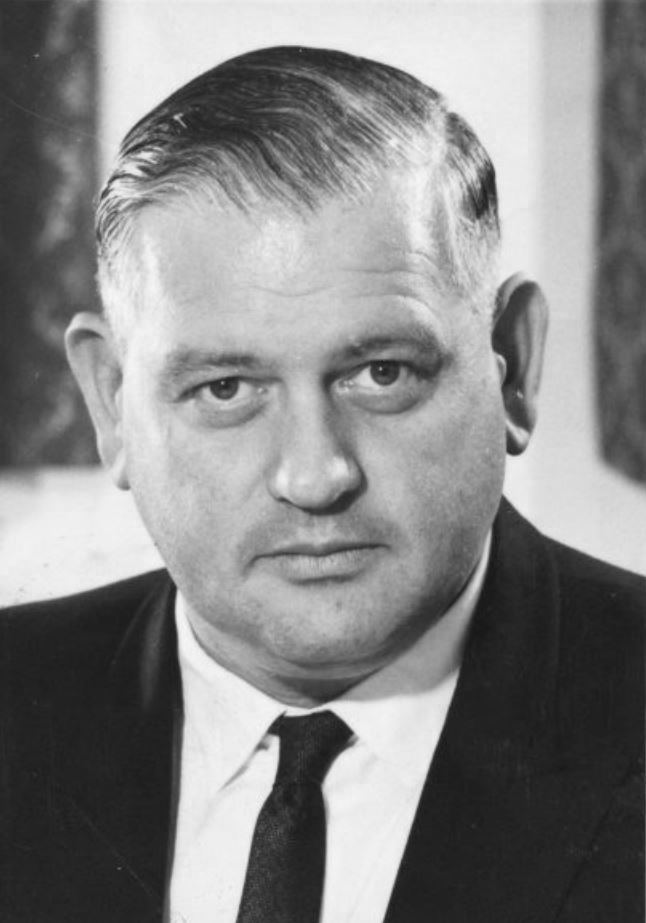
Premierminister Norman Kirk (1972)

Das Kabinett Kirk wurde in Neuseeland am 8. Dezember 1972 durch Premierminister Norman Kirk von der New Zealand Labour Party gebildet und löste das Kabinett Marshall ab. Es befand sich bis zum 31. August 1974 im Amt und wurde dann am 10. September 1974 durch das Kabinett Rowling abgelöst.
Aus der Wahl vom 25. November 1972 ging die bislang regierende New Zealand National Party von Premierminister Jack Marshall als Verliererin hervor. Sie erhielt nur noch 41,5 Prozent und bekam 32 Mandate im Repräsentantenhaus, das auf 87 Sitze vergrößert wurde. Die oppositionelle Labour Party mit ihrem Spitzenkandidaten Norman Kirk erzielte 48,37 Prozent und stellte nunmehr 55 Abgeordnete. Im Anschluss bildete Kirk eine neue Labour-Regierung, die erste seit zwölf Jahren. Nachdem Kirk am 31. August 1974 unerwartet im Alter von 51 Jahren verstarb, übernahm der bisherige Finanzminister Bill Rowling das Amt des Premierministers, das er zuvor zwischen dem 31. August und dem 10. September 1974 kommissarisch ausgeübt hatte. Die übrigen Minister blieben bis zur Bildung des Kabinetts Rowling ebenfalls kommissarisch im Amt.

## Minister
Dem Kabinett gehörten folgende Minister an:
| Amt                                                   | Name                       | Beginn der Amtszeit              | Ende der Amtszeit                  |
| ----------------------------------------------------- | -------------------------- | -------------------------------- | ---------------------------------- |
| Premierminister                                       | Norman Kirk Bill Rowling   | 8. Dezember 1972 31. August 1974 | 31. August 1974 10. September 1974 |
| Außenminister                                         | Norman Kirk                | 8. Dezember 1972                 | 31. August 1974                    |
| Stellvertretender Premierminister und Arbeitsminister | Hugh Watt                  | 8. Dezember 1972                 | 10. September 1974                 |
| Minister für öffentliche Arbeiten und Entwicklung     | Hugh Watt                  | 8. Dezember 1972                 | 10. September 1974                 |
| Minister für Handel, Industrie und Energie            | Warren Freer               | 8. Dezember 1972                 | 10. September 1974                 |
| Finanzminister                                        | Bill Rowling               | 8. Dezember 1972                 | 10. September 1974                 |
| Generalstaatsanwalt und Justizminister                | Martyn Finlay              | 8. Dezember 1972                 | 10. September 1974                 |
| Minister für Māori-Angelegenheiten                    | Matiu Rata                 | 8. Dezember 1972                 | 10. September 1974                 |
| Minister für Polizei und Zölle                        | Mick Connelly              | 8. Dezember 1972                 | 10. September 1974                 |
| Verteidigungsminister                                 | Arthur Faulkner            | 8. Dezember 1972                 | 10. September 1974                 |
| Minister für soziale Wohlfahrt                        | Norman King                | 8. Dezember 1972                 | 10. September 1974                 |
| Minister für staatliche Dienste und Gesundheit        | Bob Tizard                 | 8. Dezember 1972                 | 10. September 1974                 |
| Minister für Landwirtschaft, Fischerei und Forsten    | Colin Moyle                | 8. Dezember 1972                 | 10. September 1974                 |
| Wissenschaftsminister                                 | Colin Moyle                | 8. Dezember 1972                 | 10. September 1974                 |
| Wohnungsbauminister                                   | William Fraser             | 8. Dezember 1972                 | 10. September 1974                 |
| Minister für Kommunalverwaltung und Innenminister     | Henry May                  | 8. Dezember 1972                 | 10. September 1974                 |
| Transportminister                                     | Basil Arthur               | 8. Dezember 1972                 | 10. September 1974                 |
| Bildungsminister und Minister für Inseln              | Phil Amos                  | 8. Dezember 1972                 | 10. September 1974                 |
| Tourismusministerin                                   | Whetu Tirikatene-Sullivan  | 8. Dezember 1972                 | 10. September 1974                 |
| Minister für Überseehandel und Umwelt                 | Joe Walding                | 8. Dezember 1972                 | 10. September 1974                 |
| Minister für Erholung und Sport                       | Joe Walding                | 8. Dezember 1972                 | 10. September 1974                 |
| Minister für Einwanderung und Bergbau                 | Fraser Colman              | 8. Dezember 1972                 | 10. September 1974                 |
| Minister für Eisenbahnen und Elektrizität             | Tom McGuigan Ronald Bailey | 8. Dezember 1972 26. Juli 1974   | 26. Juli 1974 10. September 1974   |
| Generalpostmeister und Rundfunkminister               | Roger Douglas              | 8. Dezember 1972                 | 10. September 1974                 |